# Bäcktärnan
Bäcktärnan är en sjö i Gävle kommun i Gästrikland och ingår i Gavleåns huvudavrinningsområde. Sjön har en area på 0,075 kvadratkilometer och ligger 68 meter över havet.

## Delavrinningsområde
Bäcktärnan ingår i det delavrinningsområde (671624-156165) som SMHI kallar för Ovan 671849-156300. Medelhöjden är 69 meter över havet och ytan är 11,38 kvadratkilometer. Räknas de 3 avrinningsområdena uppströms in blir den ackumulerade arean 30,29 kvadratkilometer. Spikåsbäcken som avvattnar avrinningsområdet har biflödesordning 2, vilket innebär att vattnet flödar genom totalt 2 vattendrag innan det når havet efter 23 kilometer. Avrinningsområdet består mestadels av skog (51 procent) och sankmarker (25 procent). Avrinningsområdet har 0,07 kvadratkilometer vattenytor vilket ger det en sjöprocent på 0,7 procent.